# Коньков, Пётр Васильевич
Пётр Васильевич Коньков (1909—1970) — майор Советской Армии, участник Великой Отечественной войны, Герой Советского Союза (1944).

## Биография
Пётр Коньков родился 3 июля 1909 года в селе Цибизовка (ныне — Кирсановский район Тамбовской области). После окончания шести классов школы работал сначала в своём хозяйстве, извозчиком в промартели, затем вступил в колхоз. В 1931—1933 годах проходил службу в Рабоче-крестьянской Красной Армии. Демобилизовавшись, находился на партийных и советских должностях. В 1937 году Коньков повторно был призван в армию. В 1938 году он окончил курсы усовершенствования командного состава. С июля 1941 года — на фронтах Великой Отечественной войны. В 1943 году Коньков окончил курсы «Выстрел».
К сентябрю 1943 года гвардии капитан Пётр Коньков командовал батальоном 29-го гвардейского стрелкового полка 12-й гвардейской стрелковой дивизии 61-й армии Центрального фронта. Отличился во время битвы за Днепр. В ночь с 28 на 29 сентября 1943 года батальон Конькова переправился через Днепр в районе деревни Глушец Лоевского района Гомельской области Белорусской ССР и выбил противника из первых траншей, создав плацдарм. В течение четырёх суток батальон успешно отражал немецкие контратаки. Коньков лично участвовал в боях, всегда находился на передовой, поднимал своих бойцов в атаки. В одном из боёв он был ранен в ногу и отправлен в госпиталь.
Указом Президиума Верховного Совета СССР «О присвоении звания Героя Советского Союза генералам, офицерскому, сержантскому и рядовому составу Красной Армии» от 15 января 1944 года за «образцовое выполнение боевых заданий командования по форсированию по форсированию реки Днепр и проявленные при этом отвагу и геройство» гвардии капитан Пётр Коньков был удостоен высокого звания Героя Советского Союза с вручением ордена Ленина и медали «Золотая Звезда» за номером 2830.
В марте 1947 года в звании майора Коньков был уволен в запас. Вернулся в Кирсанов, где находился на хозяйственных должностях. Активно занимался общественной деятельностью. Умер 7 августа 1970 года, похоронен в Кирсанове.
Был также награждён орденами Александра Невского и Отечественной войны 2-й степени, рядом медалей.